# Vrena
Vrena – miejscowość (tätort) w Szwecji, w regionie administracyjnym (län) Södermanland (gmina Nyköping).
Miejscowość położona jest w prowincji historycznej (landskap) Södermanland, ok. 20 km na północny zachód od Nyköping, pomiędzy jeziorami Hallbosjön i Långhalsen. Przez Vrena przebiega droga krajowa nr 52 (Riksväg 52; Nyköping – Katrineholm – Kumla) oraz linia kolejowa do Oxelösund.
W 2010 r. Vrena liczyła 626 mieszkańców.